# Екзокортекс
Екзокортекс (дав.-гр. ἔξω [exō] — зовні, поза; лат. cortex — кора) — зовнішня система обробки інформації, яка допоможе посилити інтелект чи виступити нейропротезом для кори головного мозку. Якщо термін «экзокортекс» розуміти розширено, то можна сказати, що його функції вже виконуються Інтернетом, смартфонами, різними гаджетами і його історія розпочалася з винаходу писемності.
Можливість симбіозу людини і комп'ютера розглядалася ще в 1960 році дослідником агентства DARPA, який вважав, що перший час розширений інтелект перевершуватиме повністю штучний.
До появи екзокортекса може привести розвиток біоінженерії: інтерфейсу мозок-комп'ютер, пристроїв для відновлення функцій нервів і рецепторів; нейробіології: нейроморфних процесорів; обчислювальної нейробіології: програмного забезпечення, що емулює психічні процеси.
Людей з імплантованими подібними пристроями можна буде називати кіборгами чи постлюдьми. На ринок готуються вийти модулятори настрою, ґрунтовані на принципах електростимуляції, проте за відсутності зворотного зв'язку їх можна розглядати лише як пристрої для ТЕС-терапії.
Як экзокортекс може бути використаний мозок іншої людини. Фінські дослідники вважають, що екзокортекс може дати можливість не лише для завантаження свідомості людини в комп'ютер, але і для об'єднання свідомості декількох людських організмів.